# 샤론 패럴

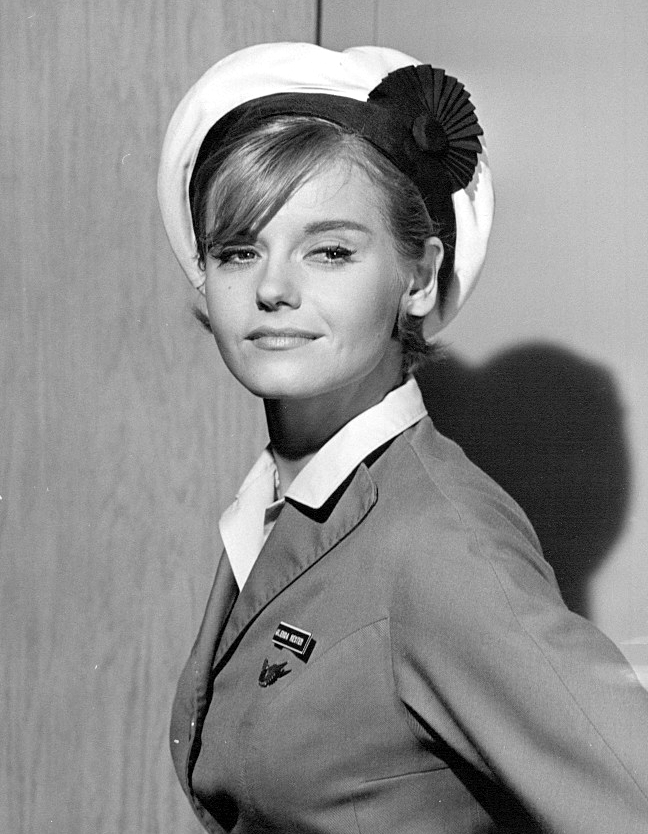

샤론 패럴(Sharon Farrell, 1940년 12월 24일 ~ )은 미국의 텔레비전 배우, 영화배우, 발레 무용수이다.
수시티에서 태어났다.

## 영화
- 타임리스 (1996년)
- 야망의 그림자 (1995년)
- 하늘이 준 선물 (1994년)
- 아케이드 (1993년)
- 복수 선언 (1993년)
- 론리 하트 (1991년)
- 연애학개론 (1987년)
- 카멧 나이트 (1984년)
- 고독한 늑대 (1983년)
- 세페레이트 웨이즈 (1981년)
- 아웃 오브 블루 (1980년)
- 스턴트 맨 (1980년)
- 5층 (1978년)
- 악몽의 테레파시 (1976년)
- 여형사 페페 (1974년)
- 그것은 살아있다 (1974년)
- 더 영 앤 더 레스트리스 (1973년)
- 말로우 (1969년)
- 리버스 (1969년)
- 하와이 5-0수사대 (1968년)
- 0011 나폴레옹 솔로 - 대돌파 (1965년)
- 첩보원 0011 (1964년)
- 벤 케이시 (1961년)
- 키스 허 굿바이 (1959년)
- 딜론 보안관 (1955년)